# Copley (cráter)
Copley es un cráter de impacto de 34 km de diámetro del planeta Mercurio. Debe su nombre al pintor estadounidense  John Singleton Copley (1738-1815), y su nombre fue aprobado por la Unión Astronómica Internacional en 1976.